# Nilson Ricardo da Silva Júnior
Nilson Ricardo da Silva Júnior (nacido el 31 de marzo de 1989) es un futbolista brasileño que se desempeña como centrocampista.
Jugó para clubes como el Náutico, Araripina, Itabaiana, Metropolitano y Sagan Tosu.

## Trayectoria

### Clubes
| Club          | País          | Año         |
| ------------- | ------------- | ----------- |
| Náutico       | Brasil        | 2009 - 2011 |
| Araripina     | Brasil        | 2012        |
| Itabaiana     | Brasil        | 2013        |
| Metropolitano | Brasil        | 2013        |
| Sagan Tosu    | Japón         | 2013        |
| Busan IPark   | Corea del Sur | 2014 - 2015 |
| Salgueiro     | Brasil        | 2016        |
| Busan IPark   | Corea del Sur | 2016        |
| Bucheon FC    | Corea del Sur | 2017        |